# Горский, Антон Анатольевич
Анто́н Анато́льевич Го́рский (род. 8 февраля 1959, Москва) — советский и российский историк, доктор исторических наук (1993), ранее занимал должность профессора кафедры истории России до начала XIX века исторического факультета МГУ им. Ломоносова, ведущий научный сотрудник Института российской истории РАН.

## Биография
Окончил исторический факультет МГУ по кафедре источниковедения отечественной истории (1981). В 1984 году защитил кандидатскую диссертацию «Количественный анализ сводных данных Экономических примечаний к Генеральному межеванию» (научный руководитель — акад. Л. В. Милов).
В 1993 году защитил докторскую диссертацию «Слово о полку Игореве — Слово о погибели Русской земли — Задонщина: источниковедческие проблемы». В книге «„Слово о полку Игореве“ и „Задонщина“: источниковедческие и историко-культурные проблемы» с помощью применения математических методов доказал, что в «Задонщине» был использован текст «Слова о полку Игореве», а не наоборот, что является существенным аргументом в пользу древности «Слова».
С 1996 года — ответственный редактор сборника «Средневековая Русь». С 2000 года — член редакционной коллегии журнала «Древняя Русь. Вопросы медиевистики».
В 2002—2021 годах преподавал на историческом факультете МГУ, с 16 февраля 2011 года — профессор кафедры истории России до начала XIX века.
Заместитель председателя экспертного совета ВАК РФ по истории (2013—2018). С октября 2021 года — заместитель директора ИРИ РАН по научной работе.
Лауреат премии имени В. О. Ключевского РАН за монографию «Русь: от славянского Расселения до Московского царства» (2006).

## Семья
- Отец — историк Анатолий Дмитриевич Горский (1923—1988).
- Мать — учёный-историк Наталья Александровна Горская (Кожина) (1930—2004).

Женат.

## Основные труды
- Древнерусская дружина. — М., 1989.
- «Слово о полку Игореве» и «Задонщина»: источниковедческие и историко-культурные проблемы. — М., 1992.
- Русские земли в XIII—XIV веках: пути политического развития. — М., 1996.; (2-е изд. — СПб., 2016).
- Великое переселение народов: этнополитические и социальные аспекты. — М., 1999 (2-е изд. — 2011; в соавт. с В. П. Будановой и И. Е. Еромоловой).
- Москва и Орда. — М., 2000.
- «Всего еси исполнена земля Русская…»: Личности и ментальность русского средневековья. — М., 2001.
- Слово о полку Игоревѣ, Игоря, сына Святъславля, внука Ольгова. — М., 2002. (подготовка текста, перевод, комментарий).
- Русь: От славянского Расселения до Московского царства. — М., 2004.
- От земель к великим княжениям: «примыслы» русских князей второй половины XIII—XV в. — М., 2010.
- Русское Средневековье. — М.: Олимп, Астрель, 2010. — 224 с. ISBN 978-5-271-23786-7, ISBN 978-5-7390-2373-5.
- Средневековая Русь. О чём говорят источники. — М., 2016.
- «Бещисленыя рати и великия труды…». Проблемы русской истории X—XV вв. — СПб: «Издательство Олега Абышко», 2018. — 416 с.
- Русское средневековое общество: историко-терминологический справочник. — СПб., 2019.
- Янь Вышатич: проводник по истории Руси XI века. — М., 2022.
- Политическое развитие Средневековой Руси. — М., 2023.
- Князья и княгини Русского средневековья: Исторические последствия малоизавстных событий. - М., 2024.
- История России. Том 2: Государства и народы на территории России в VI - середине XIII века. Отв .ред. А.А.Горский .- М., 2024.

1982
- К вопросу о предпосылках и сущности генезиса феодализма на Руси. // Вестник Московского университета. Серия 8. История. 1982. № 4.

1984
- Экономические примечания к Генеральному межеванию как источник по истории сельского хозяйства России во второй половине XVIII века. (Опыт количественного анализа). // История СССР. 1984. № 6.
- Дружина и генезис феодализма на Руси. // Вопросы истории. 1984. № 9.

1985
- «Море» в «Слове о полку Игореве». // Вестник Московского университета. Серия 8. История. 1985. № 3.
- К вопросу о времени создания «Слова о полку Игореве». // Русская литература. 1985. № 4.
- Княжеский совет («дума») на Руси X—XII вв. // Феодализм в России. Юбилейные чтения, посвященные 80-летию со дня рождения академика Л. В. Черепнина. М., 1985.

1986
- Феодализация на Руси: основное содержание процесса. // Вопросы истории. 1986. № 8.
- Проблема даты создания «Слова о полку Игореве». // Исследования «Слова о полку Игореве». Л., 1986.
- Социально-экономические условия в эпоху классообразования и понятие «военная демократия». // Средние века. М., 1986. Вып. 49.

1987
- Некоторые проблемы соотношения «Слова о полку Игореве» и «Задонщины». // Вспомогательные исторические дисциплины. Л., 1987. Т. 19.
- Русско-византийские отношения при Владимире Мономахе и русское летописание. // Исторические записки. М., 1987. Т. 115.

1988
- О переходном периоде от доклассового общества к феодальному у восточных славян. // Советская археология. 1988. № 2.
- Система государственной эксплуатации и социальная организация господствующего класса в Киевской Руси. Общее и особенное в развитии феодализма в России и Молдавии. Проблемы феодальной собственности и государственной эксплуатации (ранний и развитой феодализм). // Чтения, посвященные памяти академика Л. В. Черепнина. М., 1988.

1989
- Древнерусская дружина. М., Прометей, 1989.
- О методике изучения заимствованных текстов. «Слово о полку Игореве» и «Задонщина». // Методы изучения источников по истории русской общественной мысли периода феодализма. М., 1989.
- Проблема происхождения названия русь в современной советской историографии. // История СССР. 1989. № 3.
- Новый труд по проблеме стадиальности докапиталистических формаций. // Реформы второй половины XVII—XX в.: Подготовка, проведение, результаты. М., 1989.

1990
- Историко-патриотическая концепция «Задонщины». // Русская культура в условиях иноземных нашествий и войн. X — начало XX в. М., 1990.
- Всеслав Полоцкий в «Слове о полку Игореве» // Общественное сознание, книжность, литература периода феодализма. Новосибирск, 1990.
- Проблемы изучения «Слова о погибели Рускыя земли». // Труды отдела древнерусской литературы. Т. 43, Л., 1990.
- Феодальная война в Южной Руси накануне монголо-татарского нашествия. // Чернигов и его округа в XI—XIII вв. Чернигов, 1990.
- Научные знания в XVII в. // Русская культура IX—XVIII веков в исследованиях советских авторов. 1917—1984 гг. М., 1990.

1992
- «Слово о полку Игореве» и «Задонщина»: источниковедческие и историко-культурные проблемы. М., Институт российской истории РАН, 1992.
- Политическая борьба на Руси в начале XIV в. и московско-ордынские отношения. // Russia medievalis. T. VII, 1. München, 1992.
- Русь в конце X — начале XII века: территориально-политическая структура («земли» и «волости»). // Отечественная история. 1992. № 4.
- Русь, Россия в контексте европейской истории средневековья и Нового времени: основные вехи. // История Отечества (краткий очерк). Вып.1. М., 1992.

1993
- Политические центры восточных славян и Киевской Руси: проблемы эволюции. // Отечественная история. 1993. № 6.
- Между Римом и Каракорумом: Даниил Галицкий и Александр Невский. // Страницы отечественной истории. М., 1993.
- О времени присоединения Можайска к Московскому княжеству. Восточная Европа в древности и средневековье. Спорные проблемы истории. // Чтения памяти чл.-корр. АН СССР В. Т. Пашуто. М., 1993.

1994
- Ще раз про роль норманнів у формуваннi Киівськоi Русi. // Український iсторичний журнал. 1994. № 1.
- Rus’, Russia in the Context of Medieval and Modern European History: Major Remarks. // Essays on the Motherland: A Brief History of Modern Russia. Conway, 1994.

1995
- Кривичи и полочане в IX—X вв. (Вопросы политической истории). // Древнейшие государства Восточной Европы. Материалы и исследования. 1992—1993 годы. М., 1995.
- Об эволюции титулатуры верховного правителя в Древней Руси (Домонгольский период). // Римско-константинопольское наследие на Руси: идея власти и политическая практика. М., 1995.
- Этнический состав и формирование этнического самосознания древнерусской знати. // Славяне и их соседи. Имперская идея в странах Центральной, Восточной и Юго-Восточной Европы. Тезисы IX конференции. М., 1995.

1996
- Русские земли в XIII—XIV веках: Пути политического развития. М., Институт российской истории РАН, 1996.
- Политическая борьба на Руси в конце XIII века и отношения с Ордой. // Отечественная история. 1996. № 3.
- Брянское княжество в политической жизни Восточной Европы (конец XIII — начало XV в.) // Средневековая Русь. Вып. 1. М., 1996.
- О титуле «царь» в средневековой Руси (до середины XVI в.). // Одиссей. Человек в истории. 1996. М., 1996.
- Город и дружина в Киевской Руси. // Феодалы в городе: Запад и Русь. М., 1996.
- Два «неудобных» факта из биографии Александра Невского. // Александр Невский и история России (Материалы научно-практической конференции). Новгород, 1996.
- On the Origin of the Institution of Zhupans among Slavs. // Acts 18-th International Byzantine Congress, Selected Papers: Main and Communications. Vol.I. History. Shepherdstown, 1996.

1997
- К вопросу о причинах «возвышения» Москвы. // Отечественная история. 1997. № 1.
- К вопросу о русско-византийском договоре 907 г. // Восточная Европа в древности и средневековье. Международная договорная практика Древней Руси. IX Чтения памяти чл.-корр. АН СССР В. Т. Пашуто. М., 1997.
- О времени и обстоятельствах освобождения Москвы от власти Орды. // Вопросы истории. 1997. № 5.
- Баварский Географ и этнополитическая структура восточного славянства. // Древнейшие государства Восточной Европы. Материалы и исследования. 1995 год. М., 1997.
- К вопросу о роли норманнов в складывании Киевской Руси (По поводу книги К.Хеллера «Норманны в Восточной Европе»). // Russia medievalis. T. IX, 1. München, 1997.

1998
- Московско-ордынский конфликт начала 80-х гг. XIV века: причины, особенности, результаты. // Отечественная история. 1998. № 4.

1999
- Великое переселение народов: этнополитические и социальные аспекты. М., Институт российской истории РАН, 1999.
- К вопросу о датировке «Слова о погибели Рускыя земли». // Труды отдела древнерусской литературы. Т. 51. СПб., 1999.
- Представления о «царе» и «царстве» в средневековой Руси (до середины XVI века). // Царь и царство в русском общественном сознании (Мировосприятие и самосознание русского общества). М., 1999.
- Многогранный талант исследователя. // Отечественная история. 1999. № 4.
- Л. В. Милов — учёный и педагог. // Россия в средние века и Новое время. Сборник статей к 70-летию чл.-корр. РАН Л. В. Милова. М., 1999.
- Этапы исторического развития России в свете сочетания формационного и цивилизационного подходов. // Россия в средние века и Новое время. Сборник статей к 70-летию чл.-корр. РАН Л. В. Милова. М., 1999.
- Государство или конгломерат конунгов? Русь в первой половине X века. // Вопросы истории. 1999. № 8.
- Москва и Орда. // Вестник Российского гуманитарного научного фонда. 1999. № 4.

2000
- Москва и Орда. М., Наука, 2000.
- О «племенной знати» и «племенах» у славян. // Florilegium: к 60-летию Б. Н. Флори. М., 2000.
- Представления о «царе» и «царстве» в средневековой Руси (до середины XVI века). Царь и царство в русском общественном сознании: мировосприятие и самосознание русского общества / Czar and Czardom in the Russian Publiс Mind: The Perception of the World and Self-Consciousness of the Russian Society (Российская политика, социология, экономика. Т.14 / Studies in Russian Politics, Sociology, Economics. Vol. 14).
- Поход Игоря Святославича на половцев 1185 г. в глазах современников. // Древнейшие государства Восточной Европы. 1998 г. Памяти чл.-корр. РАН А. П. Новосельцева. М., 2000.

2001
- «Всего еси исполнена земля Русская…»: Личности и ментальность русского средневековья. Очерки. М., Языки славянской культуры, 2001.
- Замужество дочери Василия I и судьба Нижегородского княжения. // Восточная Европа в древности и средневековье: генеалогия как форма исторической памяти. XIII чтения памяти чл.-корр. АН СССР В. Т. Пашуто. М., 2001.
- «Повесть о убиении Батыя» и русская литература 70-х гг. XV века. // Средневековая Русь. Вып. 3. М., 2001.
- Проблема подлинности «Слова о полку Игореве»: современное состояние изучения. // 200 лет первому изданию «Слова о полку Игореве»: материалы юбилейных чтений по истории и культуре Древней и Новой России. 27-29 августа 2000 г. Ярославль-Рыбинск, 2001.
- О древнерусских «землях». // Отечественная история. 2001. № 5.
- К вопросу об этапах складывания республиканского строя в Новгороде. // Норна у источника судьбы: сборник в честь Е. А. Мельниковой. М., 2001.
- К вопросу о составе русского войска на Куликовом поле. // Древняя Русь: проблемы медиевистики. 2001. № 4 (6).
- О летописных «племенах» и древнерусских «землях». // Український iсторичний журнал. 2001. № 3.

2002
- Слово о полку Игоревѣ, Игоря сына Святъславля, внука Ольгова. М., Росспэн, 2002.
- К вопросу о составе войск Олега в походе на Царьград. // Восточная Европа в древности и средневековье: мнимые реальности в античной и средневековой историографии. XIV чтения памяти В. Т. Пашуто. М., 2002.
- О древнерусских «землях». // Ruthenica. T. 1. Киів, 2002.
- Ногаи и Русь. // Тюркологический сборник. 2001. Золотая орда и её наследие. М., 2002.
- Два «неудобных» факта из биографии Александра Невского. // Великий князь Александр Невский. М., 2002.

2003
- Пахомий Серб и великокняжеское летописание второй половины 70-х гг. XV века. // Древняя Русь. Вопросы медиевистики. 2003. № 4 (14).
- О происхождении «холопства» московской знати. // Отечественная история. 2003. № 3.
- От языческого мировосприятия к христианскому: резкая ломка или плавный переход? // Ментальность в эпохи потрясений и преобразований. М., 2003.

2004
- Русь: От славянского Расселения до Московского царства. М., Языки славянской культуры, 2004.
- Судьбы Нижегородского и Суздальского княжеств в конце XIV — середине XV в. // Средневековая Русь. Вып. 4. М., 2004.
- О дате похода князя Юрия Даниловича на Волжскую Булгарию. // Восточная Европа в древности и средневековье: Время источника и время в источнике. XVI чтения памяти В. Т. Пашуто. М., 2004.
- К источниковедению «Слова о полку Игореве». // Герменевтика древнерусской литературы. Вып. 11. М., 2004.
- Книга Б. Д. Грекова «Киевская Русь» в контексте историографии проблемы общественного строя Руси раннего средневековья. // Греков Б. Д. Киевская Русь. М., 2004.
- Датировка похода князя Юрия Даниловича в «татарскую землю» и некоторые аспекты московско-тверских отношений в конце XIV века. // Древняя Русь: вопросы медиевистики. 2004. № 4 (18).
- Московские «примыслы» конца XIII—XV вв. вне Северо-Восточной Руси. // Средневековая Русь. Вып. 5. М., 2004.

2005
- «Зажегше град свой, ступим в Гречьску землю…» // Древняя Русь. Вопросы медиевистики. 2005. № 3 (21).
- Из истории территориально-политической терминологии Руси XIII—XV вв.: «земли» и «великие княжения». // Общество, государство, верховная власть в России в средние века и раннее Новое время в контексте истории Европы и Азии (X—XVIII вв.). Международная конференция, посвященная 100-летию со дня рождения академика Л. В. Черепнина. М., 2005.
- От «земель» к «великим княжениям»: о тенденциях политического развития в Восточной Европе XIII—XV вв. // Cahiers du monde russe. T. 46. Fasc. 1-2: La Russie vers 1550: Monarchie nationale ou empire en formation? Paris, 2005.
- К вопросу о судьбе произведений Владимира Мономаха. // Неисчерпаемость источника: к 70-летию В. А. Кучкина. М., 2005.
- К вопросу о происхождении славянского населения Новгородской земли. // От Древней Руси к новой России. Юбилейный сборник, посвященный чл.-корр. РАН Я. Н. Щапову. М., 2005.
- Летописный контекст русско-византийских договоров и проблема «договора 907 г.». // Ad fontem / У источника. Сб. статей в честь С. М. Каштанова. М., 2005.

2006
- Заметки на полях нового обобщающего труда по истории России. // Древняя Русь. Вопросы медиевистики. 2006. № 1 (23).
- Восточная Европа в XIII—XV вв.: от «земель» к «великим княжениям». // Вестник истории, литературы, искусства. Т. 2, М., 2006.
- Древнерусская дружинная терминология в свете международных связей Руси. // Русь на перехрестi світiв (міжнароднi впливи на формування Давньо-руськоi держави). IX—XI ст. Чернігiв, 2006.
- Великое княжение Владимирское и русско-ордынские отношения в 1370-е — начале 1380-х гг. // Куликовская битва в истории России. Тула, 2006.

2007
- Восточная Европа в XIII—XV вв.: тенденции политического развития. // Труды отделения историко-филологических наук. 2006. М., 2007.

2008
- «Русский» феодализм в свете ревизии феодализма «западного». // Феодализм: понятие и реалии. М., 2008.
- Памяти Л. В. Милова. // Древняя Русь. Вопросы медиевистики. 2008. № 1 (31).
- Русь «от рода франков». // Древняя Русь. Вопросы медиевистики|Древняя Русь: вопросы медиевистики. 2008. № 2 (32).
- Земли и волости // Древняя Русь: очерки политического и социального строя. М.: Индрик, 2008.
- Титулование «всея Руси» и русские князья XI—XIII вв. // Михаил Ярославич Тверской — великий князь всея Руси. Тверь, 2008.
- О «феодализме»: «русском» и не только. // Средние века. Вып. 69. № 4. М., 2008.

2009
- «Средневековье» русское и «Средневековье» европейское // Средние века. Вып. 70. № 1—2. М.,2009.
- К концепции исторического развития России Л. В. Милова // Особенности российского исторического процесса. Сборник статей памяти академика Л. В. Милова. М., 2009.

2010
- От земель к великим княжениям: «примыслы» русских князей второй половины XIII—XV в. М., Индрик, 2010. 176 с.
- Русское Средневековье: мифы и историческая действительность. М., Астрель — Олимп, 2010. 224 с.
- О старом и новом «скептицизме» в вопросе о подлинности «Слова о полку Игореве» // Вестник истории, литературы, искусства. Т. 7. М., 2010.
- К вопросу о времени перехода Ростовского княжества под власть московских князей // Сословия, институты и государственная власть в России: Средние века и раннее Новое время. Сборник статей памяти академика Л. В. Черепнина. М., 2010.

2011
- Великое переселение народов: этнополитические и социальные аспекты. СПб., Алетейя, 2011. 336 с. (совм. с В. П. Будановой и И. Е. Ермоловой).
- I trattati dell’antica Russia con l’imperio Romano d’Oriente/Договоры Древней Руси с Восточной Римской империей. Roma-Mosca, 2011 (подготовка текстов, комментарий).
- Территориально-политические изменения на Руси в XIV—XV вв. — объединение или передел? // «Степенная книга царского родословия» и генезис русского исторического сознания / The Book of Royal Degrees and the genesis of Russian Historical Consciousness. Bloomington (Indiana), 2011.

2012
- Первое столетие Руси // Средневековая Русь. Вып. 10: к 1150-летию зарождения российской государственности. М. , 2012.
- «Ту сядем и Русью владеем…»: представление о возможности непосредственного владычества монголов на Руси и исторические реалии // Куликовская битва в истории России. Вып. 2. Тула, 2012.
- Приглашение Рюрика на княжение и его место в процессе складывания русской государственности // Исторический вестник. Т. 1 (148): Начало русской государственности. М., 2012.
- Этап большого пути (Древняя Русь в свете зарубежных источников: хрестоматия. В 5-ти т. М., 2009—2010) // Древняя Русь. Вопросы медиевистики. 2012. № 1(47). С. 128—129.
- Ярлык Ахмата Ивану III // Древняя Русь. Вопросы медиевистики. 2012. № 2 (48). С 104—113.

2013
- Система властвования на Руси в середине X в.: русские «крепости» Константина Багрянородного // Слов’яни i Русь: археологія та iсторія: збірка праць на пошану П. П. Толочка з нагоди його 75-річчя. Київ, 2013.
- От погоста к волости // Образы аграрной России IX—XVIII вв. Памяти Натальи Александровны Горской. М., 2013.
- «Древнерусское государство» IX—XI вв.: к вопросу о периодизации и терминологии // Российская государственность: опыт 1150-летней истории. Материалы Международной научной конференции (Москва, 4—5 декабря 2012 г.). М. , 2013.

2014
- Свидетели путешествия Плано Карпини: уникальная информация и ошибки прочтения // Древняя Русь. Вопросы медиевистики. — 2014. — № 3 (57). — С. 115—121.
- Об обстоятельствах гибели великого князя Ярослава Всеволодича // «По любви, въ правду, безо всякие хитрости»: Друзья и коллеги к 80-летию Владимира Андреевича Кучкина. М. , 2014.
- Политическое развитие Средневековой Руси: проблемы терминологии // Средневековая Русь. Вып. 11. М. , 2014.
- О названии «Большая Орда» // Золотоордынское обозрение. Казань, 2014. № 1 (3).
- Возникновение Руси в контексте европейского политогенеза конца I тысячелетия н. э. // Русь в IX—XII вв.: общество, государство, культура. М., ;2014.
- О составе древнерусской дружины // Российская история. 2014. № 6.
- Утверждение власти Монгольской империи над Русью: региональные особенности // Исторический вестник. Т. 10 (157): Монгольские завоевания и Русь. М., 2014.

2015
- Политическое развитие Средневековой Руси: терминология историографическая и терминология реальная // Russian history. 2015. Vol. 42. N 1: Festschrift for Janet Martin.

- Главы: Славяне и их восточно-европейские соседи в I тыс. н. э. Образование Киевской Руси; Киевская Русь в конце X — середине XII в.; Русские земли в середине XII — середине XIII в. // История России с древности до наших дней. Пособие для поступающих в вузы. М., 1994.
- Главы: Киевская Русь; Русские земли в середине XIII—XV в. // История России. Учебное пособие. Т. 1. М., 1995.
- Главы: Киевская Русь; Русские земли в XIII—XV вв. // История России. Учебное пособие. Т. 1. Изд. 2. М., 1997.
- Главы: Древние славяне и их соседи в I тысячелетии н. э.; Образование Древнерусского государства; Киевская Русь в конце X — середине XII века; Русские земли в середине XII — середине XIII века // История России с древности до наших дней. Пособие для поступающих в вузы. Изд. 2. М., 1998.
- Главы: Киевская Русь; Русские земли в середине XIII—XV в. История России с древнейших времен до конца XX века. М., 2000.
- Становление Руси. // Преподавание истории в школе. 2002. № 1.
- О месте средневековой Руси в истории. // Преподавание истории в школе. 2002. № 3.
- Главы : Восточные славяне. Древняя Русь; Русь в XI — начале XIII в.; Русские земли в середине XIII—XV в.; Россия в 1861—1914 гг. // Россия с древнейших времён до начала XX века: Общество. Государство. Политика. Культура. Личности. М., 2006.
- Славяне раннего средневековья во франкском, византийском и древнерусском сочинениях. М., исторический факультет МГУ, 2008.
- Глава: Русь до середины XIII века. // Очерки российской истории: современный взгляд. М., 2008.
- История России с древнейших времён до 1914 года. М., АСТ—Астрель, 2008.

## Критические отзывы и рецензии
- Фроянов И. Я. О переписывании истории отношений Руси с Ордой // Вестник Санкт-Петербургского университета. История. — 2018. — Т. 63, вып. 1. — С. 196—222.
- Фроянов И. Я. Нашествие на русскую историю. — СПб.: Русская коллекция, 2020. — 1088 с. — 300 экз.— ISBN 978-5-00067-019-4;